# Campeonato de Tercera División de Costa Rica 1981
El Campeonato de Fútbol de Tercera División 1981, fue la edición número 58 de (Segunda División B de Ascenso) en disputarse, organizada por la FEDEFUTBOL, siendo el campeón de la temporada 1980-81 la Asociación Deportiva El Buen Precio.
Este campeonato constó 88 equipos a nivel regional debidamente inscritos en el Comité Nacional de Fútbol Aficionado por (CONAFA). Renombrado en 1982 como Asociación Costarricense de Fútbol Aficionado (ANAFA).

## La clasificación por la Segunda División de Ascenso se dividió en 16 Regiones en todo el país
| 2.ª. División de Ascenso por (Región 1) | 2.ª. División de Ascenso por (Región 1) |
| --------------------------------------- | --------------------------------------- |
| 1                                       | Club Atlético Santa María de Matina     |
| 2                                       | Deportivo Bananito de Limón             |
| 3                                       | Deportivo Estrella Roja                 |
| 4                                       | Tolín de Talamanca                      |

| 2.ª. División de Ascenso por (Región 2) | 2.ª. División de Ascenso por (Región 2) |
| --------------------------------------- | --------------------------------------- |
| 1                                       | A.D. Alianza de Río Frío (Pococí)       |
| 2                                       | Selección de Guácimo                    |
| 3                                       | Selección de Pococí                     |

| 2.ª. División de Ascenso por (Región 3) | 2.ª. División de Ascenso por (Región 3) |
| --------------------------------------- | --------------------------------------- |
| 1                                       | A.D Cosmos de Siquirres                 |
| 2                                       | Selección de Turrialba                  |
| 3                                       | Selección de Jiménez                    |

| 2.ª. División de Ascenso por (Región 4) | 2.ª. División de Ascenso por (Región 4) |
| --------------------------------------- | --------------------------------------- |
| 1                                       | A.D. Municipal Paraíso                  |
| 2                                       | A.D. El Carmen de Cartago               |
| 3                                       | Selección de El Guarco                  |
| 4                                       | Deportivo San Luis del Bosque           |
| 5                                       | Selección de La Unión de Tres Ríos      |
| 6                                       | Selección de Alvarado                   |

| 2.ª. División de Ascenso por (Región 5) | 2.ª. División de Ascenso por (Región 5)         |
| --------------------------------------- | ----------------------------------------------- |
| 1                                       | A.D. Centro de Amigos de San Rafael de Coronado |
| 2                                       | A.D. Cruceiro de Montes de Oca                  |
| 3                                       | U.D. Linda Vista de Cinco Esquinas              |
| 4                                       | A.D. Valencia de Curridabat                     |
| 5                                       | A.D. El Cruce de Llorente                       |

| 2.ª. División de Ascenso por (Región 6) | 2.ª. División de Ascenso por (Región 6) |
| --------------------------------------- | --------------------------------------- |
| 1                                       | A.D. Municipal Buenos Aires             |
| 2                                       | Selección de León Cortés                |
| 3                                       | Selección de Terrazú                    |
| 4                                       | Selección de Dota                       |
| 5                                       | Selección de Pérez Zeledón              |

| 2.ª. División de Ascenso por (Región 7) | 2.ª. División de Ascenso por (Región 7)                |
| --------------------------------------- | ------------------------------------------------------ |
| 1                                       | C. Atlético Metropolitano de San Francisco de Dos Ríos |
| 2                                       | Deportivo Costa Rica de Barrio Cuba                    |
| 3                                       | Selección de Zapote                                    |
| 4                                       | Selección de San Sebastián                             |
| 5                                       | Deportivo Imprenta Rosaba                              |
| 6                                       | Deportivo Buenos Aires                                 |
| 7                                       | Selección de Alajuelita                                |
| 8                                       | Centro de Amigos en Desamparados                       |

| 2.ª. División de Ascenso por (Región 8) | 2.ª. División de Ascenso por (Región 8)    |
| --------------------------------------- | ------------------------------------------ |
| 1                                       | A.D. Ciudad Colón                          |
| 2                                       | Selección de Santa Ana                     |
| 3                                       | Club Deportivo Franklin Monestel de Escazú |
| 4                                       | Selección de Pavas                         |
| 5                                       | A.D Alemán La Uruca                        |
| 6                                       | Selección de Mata Redonda                  |
| 7                                       | Selección de Hatillo                       |
| 8                                       | Selección de Puriscal                      |

| 2.ª. División de Ascenso por (Región 9) | 2.ª. División de Ascenso por (Región 9) |
| --------------------------------------- | --------------------------------------- |
| 1                                       | Club Deportivo Muñóz Corea              |
| 2                                       | Selección de Santa Bárbara              |
| 3                                       | Deportivo España                        |
| 4                                       | Real Deportivo Tomaseño                 |
| 5                                       | Deportivo Lagunilla                     |
| 6                                       | Deportivo Barrio Jesús                  |
| 7                                       | A.D. Barrealeña                         |

| 2.ª. División de Ascenso por (Región 10) | 2.ª. División de Ascenso por (Región 10) |
| ---------------------------------------- | ---------------------------------------- |
| 1                                        | Deportivo San Roque de Grecia            |
| 2                                        | C. Atlético Cruz Azul de Atenas          |
| 3                                        | A.D Orotina                              |
| 4                                        | Comunal Las Cañas                        |
| 5                                        | Dulce Nombre                             |
| 6                                        | San Antonio de Llano Bonito              |
| 7                                        | Central Palmares F.C                     |
| 8                                        | Selección Carrillos Altos de Poás        |

| 2.ª. División de Ascenso por (Región 11) | 2.ª. División de Ascenso por (Región 11) |
| ---------------------------------------- | ---------------------------------------- |
| 1                                        | Independiente de Zarcero                 |
| 2                                        | Selección de San Carlos                  |
| 3                                        | Selección de Los Chiles                  |

| 2.ª. División de Ascenso por (Región 12) | 2.ª. División de Ascenso por (Región 12) |
| ---------------------------------------- | ---------------------------------------- |
| 1                                        | Central Azucarera CATSA (Tempisque)      |
| 2                                        | ICE (Selección de Cañas)                 |
| 3                                        | Selección de La Cruz                     |
| 4                                        | Selección de Tilarán                     |
| 5                                        | Selección de Bagaces                     |
| 6                                        | Selección de Upala                       |
| 7                                        | Selección de Las Juntas en Abangares     |
| 8                                        | Selección de Guatuso                     |

| 2.ª. División de Ascenso por (Región 13) | 2.ª. División de Ascenso por (Región 13) |
| ---------------------------------------- | ---------------------------------------- |
| 1                                        | Selección de Santa Cruz                  |
| 2                                        | Selección de Nandayure                   |
| 3                                        | Selección de Hojancha                    |
| 4                                        | Selección La Cruz Filadelfia de Carrillo |
| 5                                        | Selección de Nicoya                      |

| 2.ª. División de Ascenso por (Región 14) | 2.ª. División de Ascenso por (Región 14)   |
| ---------------------------------------- | ------------------------------------------ |
| 1                                        | Escuela Municipal de Deportes (Puntarenas) |
| 2                                        | Chomes F.C                                 |
| 3                                        | C.S Morales                                |
| 4                                        | Selección de Montes de Oro                 |
| 5                                        | Selección de Esparza                       |
| 6                                        | Selección de Cóbano                        |
| 7                                        | Selección de Jicaral                       |
| 8                                        | Selección de Lepanto                       |

| 2.ª. División de Ascenso por (Región 15) | 2.ª. División de Ascenso por (Región 15) |
| ---------------------------------------- | ---------------------------------------- |
| 1                                        | Municipal Damas de Quepos                |
| 2                                        | Municipal Parrita                        |
| 3                                        | Selección de Turrubares                  |

| 2.ª. División de Ascenso por (Región 16) | 2.ª. División de Ascenso por (Región 16) |
| ---------------------------------------- | ---------------------------------------- |
| 1                                        | Selección de Golfito                     |
| 2                                        | Selección de Coto Brus                   |
| 3                                        | Selección de Osa                         |
| 4                                        | Selección de Corredores                  |

## Formato del Torneo
Se jugaron dos vueltas, en donde los equipos debían enfrentarse todos contra todos. Posteriormente se juega una octagonal y cuadrangular final (2.ª. División de Ascenso) para ascender a un nuevo inquilino para la Segunda División de Costa Rica.

## Partidos clasificatorios a la gran Final 1982
| 2.ª. División de Ascenso por CONAFA 1981 | 2.ª. División de Ascenso por CONAFA 1981                             |
| ---------------------------------------- | -------------------------------------------------------------------- |
| 1                                        | El Carmen de Cartago V.S U.D. Linda Vista                            |
| 2                                        | Selección de Cañas (ICE) V.S Escuela Municipal de Puntarenas         |
| 3                                        | Selección de Liberia (CATSA) V.S Club Centro de Amigos de Coronado   |
| 4                                        | Deportivo Jorge Muñóz Corea F.C V.S El Cruce de Llorente de Tibás    |
| 5                                        | Paraíso F.C V.S U.D. Santa María de Matina                           |
| 6                                        | Atlético Metropolitano V.S C.D.San Bosco de Santa Bárbara de Heredia |
| 7                                        | Selección de Finca Damas V.S San Roque de Grecia                     |
| 8                                        | Alianza de Río Frío F.C V.S Cruz Azul de Atenas                      |

## Cuadrangular Final
| Campeón-Subcampeón-Tercer Lugar y Cuarto Lugar | Campeón-Subcampeón-Tercer Lugar y Cuarto Lugar |
| ---------------------------------------------- | ---------------------------------------------- |
| 1                                              | El Carmen F.C de Cartago                       |
| 2                                              | Selección de Cañas (ICE)                       |
| 3                                              | Selección de Liberia (CATSA)                   |
| 4                                              | Deportivo Jorge Muñóz Corea F.C                |

## Campeón Monarca de Tercera División de Costa Rica 1981-1982

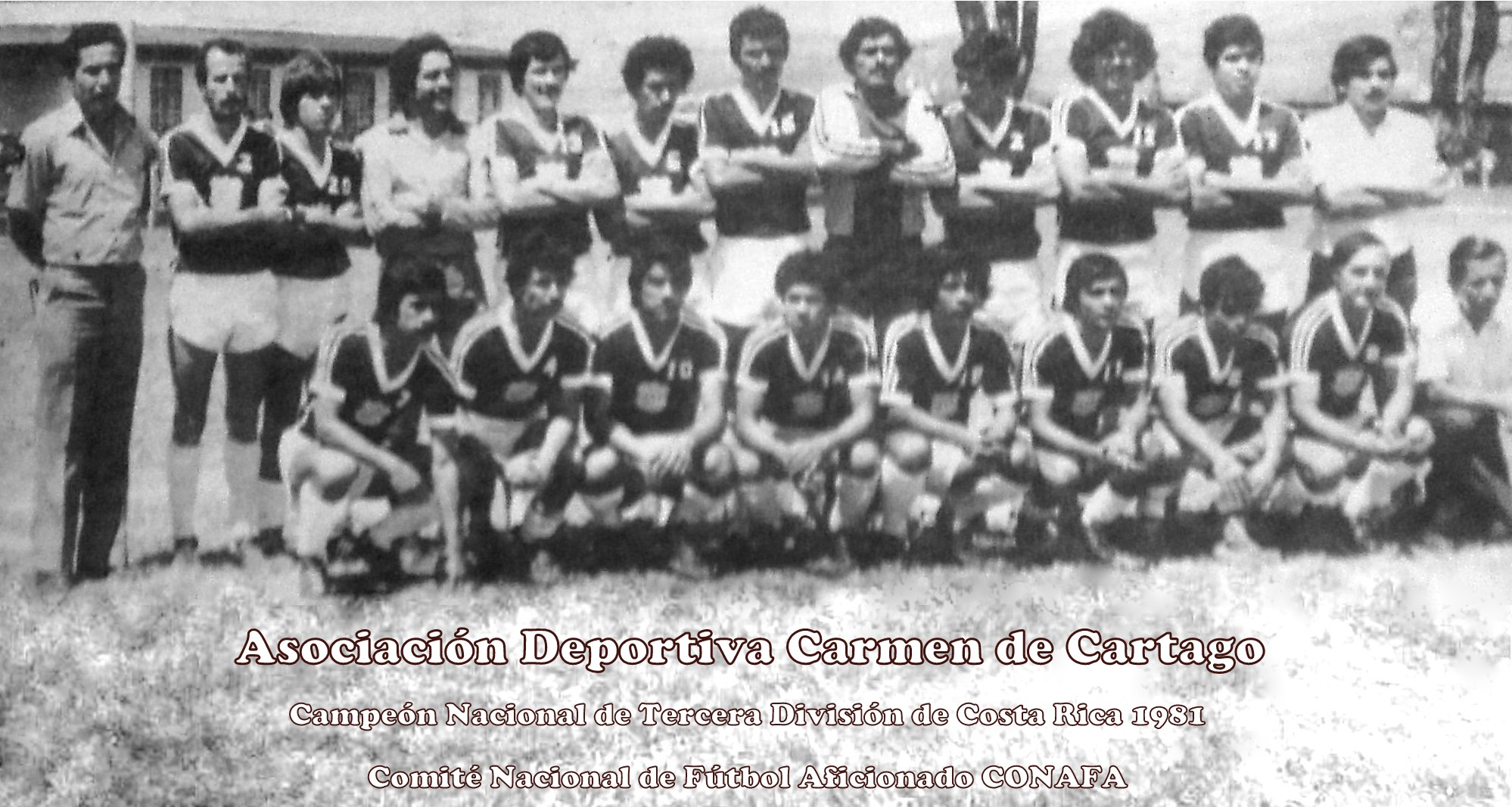
Cartago: A.D. Carmen de Cartago Campeón Nacional de Tercera División de Costa Rica 1981

| Tercera División por CONAFA 1981-1982                                             | Tercera División por CONAFA 1981-1982 |
| --------------------------------------------------------------------------------- | ------------------------------------- |
| Campeón Nacional de Tercera División de Costa Rica 1981. El Carmen de Cartago F.C |                                       |

## Ligas Superiores
- Primera División de Costa Rica 1981

- Campeonato de Segunda División de Costa Rica 1980-1981

## Segunda y Tercera (2.ª. División B de Ascenso) Liga Aficionada de Fútbol (ACOFA)
- Campeonato de Segunda División B de Ascenso por ACOFA 1981

- Campeonato de Segunda División por ACOFA 1981

## Ligas Inferiores
Terceras Divisiones Distritales, Independientes y de Canchas Abiertas.

## Torneos
| Predecesor: Campeonato 1980 | Tercera División de Costa Rica Campeonato 1981 | Sucesor: Campeonato 1982 |